# El ladrón de agua
El ladrón de agua es el nombre de un poema abstracto escrito por Juan Ramón Jiménez a raíz de su viaje a Granada en el verano de 1924. Iría a Granada por invitación de Federico García Lorca y disfrutaría en la ciudad de la compañía de toda la familia Lorca y de Manuel de Falla. 
Este poema se publicaría años después en el libro titulado Olvidos de Granada, que incluye otros poemas, algunos muy reconocidos como Generalife (dedicado a Isabel García Lorca), o El Regante del Generalife. "El ladrón de agua" da nombre en la actualidad a un pequeño palacete del siglo XVI, hoy convertido en hotel, en el número 13 de la carrera del Darro de Granada. Este hotel está inspirado en aquel viaje y fue inaugurado en verano del 2004 por Carmen Hernández-Pinzón Moreno en representación de la familia de Zenobia y Juan Ramón Jiménez.